# Дивинський район
52°00′00″ пн. ш. 24°45′00″ сх. д. / 52.00000° пн. ш. 24.75000° сх. д.
Дивинський район (біл. Дзівінскі раён) — адміністративно-територіальна одиниця в Білоруській РСР у 1940—1959 роках, що входила до Берестейської області.
Дивинський район із центром у селі Дивин був утворений у Берестейській області 15 січня 1940 року, у жовтні встановлено розподіл на 11 сільрад. 16 липня 1954 року ліквідовано 3 сільради. 8 серпня 1959 року Дивинський район був скасований, а територія розділена між Дорогичинським, Кобринським та Малоритським районами. Дорогичинському району відійшла Радостівська сільрада, Кобринському району — Верхоліська, Дивинська, Новосілківська, Повітівська та Хабовицька сільради, Малоритському району — Осівська та Чернянська сільради.
Сільради
- Верхоліська;
- Дивинська;
- Леліківська (скасована 16 липня 1954 року);
- Новосілківська;
- Осовська;
- Повітівська;
- Радостівська;
- Хабовицька;
- Чемерська (скасована 16 липня 1954);
- Чернянська;
- Ягміновська (скасована 16 липня 1954 року).